# Kafkales
Le Kafkales (in greco cipriota Kαφκαλές) sono formazioni geologiche tipiche dell'isola Cipro. Esse sono depressioni impermeabili all'acqua, a meno che non presentino delle fenditure. Sono distribuite in tutta l'isola e si trovano principalmente nelle radure delle pinete, della macchia di ginepro e della Phrygana. A causa della loro impermeabilità esse formano pozze temporanee dopo le piogge.